# Миколай Радзивілл Амор
Микола Радзиві́лл «Amor Poloniae» (пол. Mikołaj Radziwiłł «amor Poloniae», лит. Mikalojus Radvila II Amor Poloniae); 1470–1521) — державний, військовий і політичний діяч Великого князівства Литовського. Представник княжого роду Радзивіллів гербу Труби. Великий канцлер литовський з 1510, троцький (1505—1510) і віленський (з 1510) воєвода. Мав також посади крайчого литовського (1488—1493), підчашого литовського (1493—1505), маршалка великого литовського (1505). Засновник гонязько-мядельської лінії роду Радзивіллів, яка, однак, згасла вже у наступному поколінні. Відомий також як Миколай II Радзивілл.

## Біографія

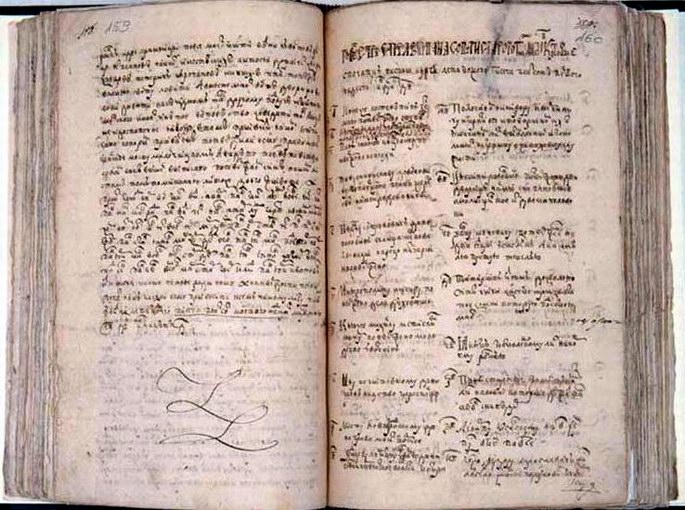
Литовська метрика 1511—1518 років великого канцлера Литовського Миколи II Радзивілла

Син Миколи Радзивілла «Старого» та його дружини Софії Монивид. Брав участь у військових походах Костянтина Острозького, зокрема, у невдалій битві над Ведрошею (1500) та переможній битві під Клецьком (1506).
У 1515 році очолював посольство Великого князівства Литовського на з'їзді Ягеллонів і Габсбургів, що проходив у Братиславі та Відні.
У 1518-му отримав з рук імператора Максиміліана I титул князя Священної Римської імперії «на Гоньондзі і Мяделі».
Був затятим прихильником польсько-литовської унії, за що і отримав прізвисько «amor Poloniae». Брав участь у тривалому міжусобному військовому конфлікті з воєводою троцьким Альбрехтом Гаштольдом.
Микола Радзивілл «amor Poloniae» був одним з ініціаторів створення Першого Литовського Статуту.
Помер наприкінці жовтня чи на початку листопада 1521 р., був похований у латинській катедрі у Вільнюсі.

## Власність
Після смерті батька у спадок отримав численні маєтки в Литві (Ширвінтос, Кедайняй, Упнікі, Солі та ін)., на Підляшші (Гоньондз, Райгород, Книшин), Холхлово і Хотенчиці біля Молодечно, мав Бобруйську волость, Бєльське староство. Родовий маєток знаходився у Гоньондзі.

## Сім'я
Був одружений з Єлизаветою з роду Саковичів гербу Помян (донька троцького воєводи Богдана Саковича, його єдина спадкоємиця), від якої мав дітей:
- Ян — жмудський староста
- Станіслав і Микола,[6]
- Єлизавета (Анна) — дружина князя Івана (Януша) Гольшанського-Дубровицького.[7]
- Олена — дружина князя Юрія Семеновича Олельковича
- Софія — дружина Яна Заберезинського.[6]

Від сина Яна залишились лише внучки, тому весь багатий спадок Миколи II Радзивілла «amor Poloniae» перейшов до інших родів, найбільше до Кішки.

## Портрети

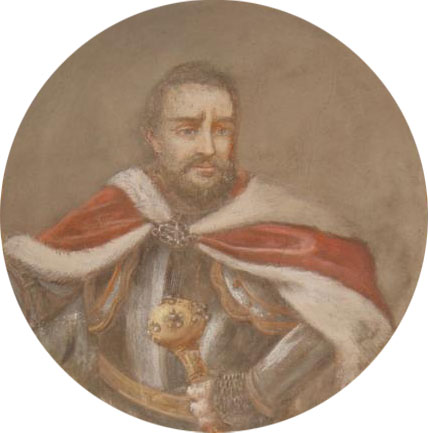
З фрески костьолу святого Юрія у  Вільнюсі
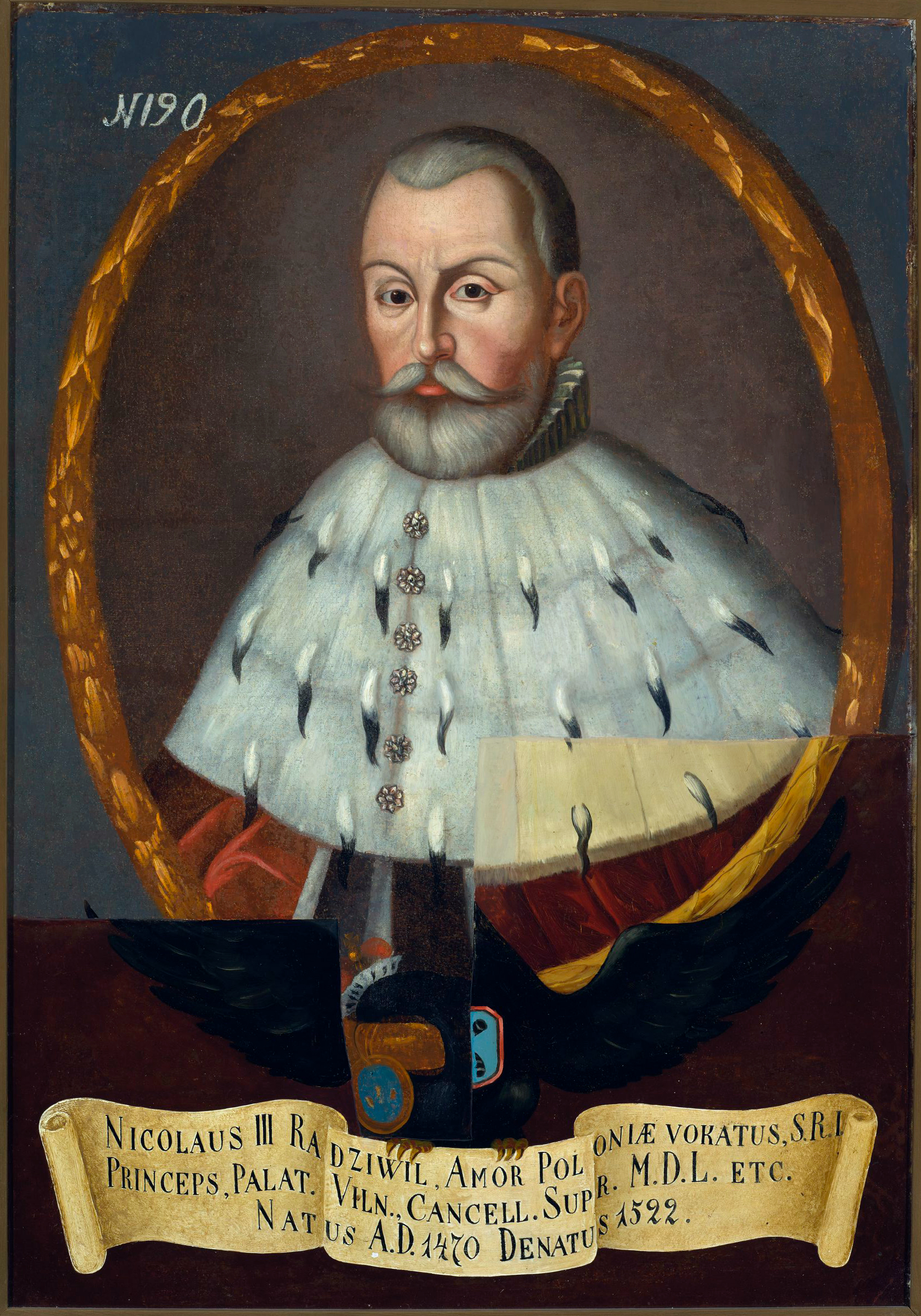
З Несвізького галереї портретів, XVIII ст.
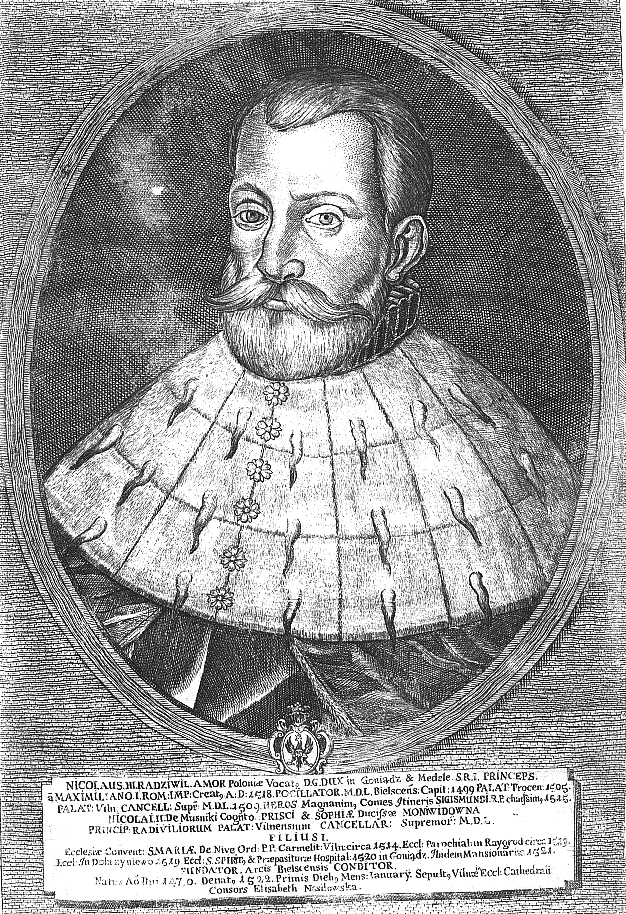
З альбому «Зображення роду Радзивіллів». Несвіж, 1758